# National Invitation Tournament 2007
El National Invitation Tournament 2007 fue la septuagésima edición del National Invitation Tournament. Se volvió al formato de 32 equipos, seleccionados entre los que no participaron el Torneo de la NCAA de 2007. La selección de los participantes se hizo basándose en múltiples parámetros, tales como los enfrentamientos directos, los resultados de los diez últimos partidos, y las quinielas de favoritos. En la primera ronda, la segunda y los cuartos de final, los partidos se disputaron en el pabellón del equipo mejor preseleccionado, disputándose las semifinales y final como es tradición en el Madison Square Garden de Nueva York. Los 32 equipos se anunciaron el 11 de marzo de 2007. El ganador fue la Universidad de Virginia Occidental, que conseguía su segundo título en esta competición.

## Equipos seleccionados
| East Region | East Region         | East Region | East Region | East Region        |
| Rank.       | Universidad         | Conferencia | Record      | Tipo de invitación |
| ----------- | ------------------- | ----------- | ----------- | ------------------ |
| 1           | Virginia Occidental | Big East    | 22–9        | General            |
| 2           | Oklahoma State      | Big 12      | 22–12       | General            |
| 3           | Drexel              | CAA         | 23–8        | General            |
| 4           | Massachusetts       | A-10        | 23–8        | General            |
| 5           | Alabama             | SEC         | 20–11       | General            |
| 6           | NC State            | ACC         | 18–15       | General            |
| 7           | Marist              | MAAC        | 24–8        | Automática         |
| 8           | Delaware State      | MEAC        | 21–12       | Automática         |

| South Region | South Region         | South Region | South Region | South Region       |
| Rank.        | Universidad          | Conferencia  | Record       | Tipo de invitación |
| ------------ | -------------------- | ------------ | ------------ | ------------------ |
| 1            | Clemson              | ACC          | 21–10        | General            |
| 2            | Syracuse             | Big East     | 22–10        | General            |
| 3            | Missouri State       | MVC          | 22–10        | General            |
| 4            | Mississippi          | SEC          | 20–12        | General            |
| 5            | Appalachian State    | SoCon        | 25–7         | General            |
| 6            | San Diego State      | MWC          | 21–10        | General            |
| 7            | South Alabama        | Sun Belt     | 20–11        | Automática         |
| 8            | East Tennessee State | A-Sun        | 24–9         | Automática         |

| West Region | West Region  | West Region  | West Region | West Region        |
| Rank.       | Universidad  | Conferencia  | Record      | Tipo de invitación |
| ----------- | ------------ | ------------ | ----------- | ------------------ |
| 1           | Air Force    | MWC          | 23–8        | General            |
| 2           | Kansas State | Big 12       | 22–11       | General            |
| 3           | DePaul       | Big East     | 18–13       | General            |
| 4           | Georgia      | SEC          | 18–13       | General            |
| 5           | Fresno State | WAC          | 22–9        | General            |
| 6           | Hofstra      | CAA          | 22–9        | General            |
| 7           | Vermont      | America East | 25–7        | Automática         |
| 8           | Austin Peay  | OVC          | 21–11       | Automática         |

| North Region | North Region             | North Region | North Region | North Region       |
| Rank.        | Universidad              | Conferencia  | Record       | Tipo de invitación |
| ------------ | ------------------------ | ------------ | ------------ | ------------------ |
| 1            | Mississippi State        | SEC          | 18–13        | General            |
| 2            | Florida State            | ACC          | 20–12        | General            |
| 3            | Michigan                 | Big Ten      | 21–12        | General            |
| 4            | Bradley                  | MVC          | 21–12        | General            |
| 5            | Providence               | Big East     | 18–12        | General            |
| 6            | Utah State               | WAC          | 23–11        | General            |
| 7            | Toledo                   | MAC          | 19–12        | Automática         |
| 8            | Mississippi Valley State | SWAC         | 18–15        | Automática         |

## Fase final

### Partidos

#### Primera ronda
La primera ronda tuvo lugar los días 13 y 14 de marzo de 2007. El mejor preseleccionado albergó cada partido.
| 13 de marzo de 2007 | 13 de marzo de 2007        | 13 de marzo de 2007 | 13 de marzo de 2007                   | 13 de marzo de 2007                           |
| Región              | Equipo local               | Marcador            | Equipo visitante                      | Estadio                                       |
| ------------------- | -------------------------- | ------------------- | ------------------------------------- | --------------------------------------------- |
| North               | Mississippi State Bulldogs | 82–63               | Mississippi Valley State Delta Devils | Humphrey Coliseum – Starkville, MS            |
| North               | Michigan Wolverines        | 68–58               | Utah State Aggies                     | Crisler Arena – Ann Arbor, MI                 |
| North               | Florida State Seminoles    | 77–61               | Toledo Rockets                        | Donald L. Tucker Center – Tallahassee, FL     |
| East                | West Virginia Mountaineers | 74–50               | Delaware State Hornets                | WVU Coliseum – Morgantown, WV                 |
| East                | Massachusetts Minutemen    | 89–87               | Alabama Crimson Tide                  | Mullins Center – Amherst, MA                  |
| East                | Drexel Dragons             | 56–63               | NC State Wolfpack                     | Daskalakis Athletic Center – Philadelphia, PA |
| East                | Oklahoma State Cowboys     | 64–67               | Marist Red Foxes                      | Gallagher-Iba Arena – Stillwater, OK          |

| 14 de marzo de 2007 | 14 de marzo de 2007   | 14 de marzo de 2007 | 14 de marzo de 2007             | 14 de marzo de 2007                      |
| Región              | Equipo local          | Marcador            | Equipo visitante                | Estadio                                  |
| ------------------- | --------------------- | ------------------- | ------------------------------- | ---------------------------------------- |
| North               | Bradley Braves        | 90–78               | Providence Friars               | Carver Arena – Peoria, IL                |
| West                | Air Force Falcons     | 75–51               | Austin Peay Governors           | Clune Arena – Colorado Springs, CO       |
| West                | Georgia Bulldogs      | 88–78               | Fresno State Bulldogs           | Stegeman Coliseum – Athens, GA           |
| West                | DePaul Blue Demons    | 83–71               | Hofstra Pride                   | McGrath Arena – Chicago, IL              |
| West                | Kansas State Wildcats | 59–57               | Vermont Catamounts              | Bramlage Coliseum – Manhattan, KS        |
| South               | Clemson Tigers        | 64–57               | East Tennessee State Buccaneers | Littlejohn Coliseum – Clemson, SC        |
| South               | Ole Miss Rebels       | 73–59               | Appalachian State Mountaineers  | Tad Smith Coliseum – Oxford, MS          |
| South               | Missouri State Bears  | 70–74               | San Diego State Aztecs          | Hammons Student Center – Springfield, MO |
| South               | Syracuse Orange       | 79–73               | South Alabama Jaguars           | Carrier Dome – Syracuse, NY              |

#### Segunda ronda
La segunda ronda tuvo lugar entre el 15 y 19 de marzo de 2007. El mejor preseleccionado albergó cada partido.
| Segunda ronda | Segunda ronda | Segunda ronda              | Segunda ronda | Segunda ronda           | Segunda ronda                             |
| Fecha         | Región        | Equipo local               | Marcador      | Equipo visitante        | Estadio                                   |
| ------------- | ------------- | -------------------------- | ------------- | ----------------------- | ----------------------------------------- |
| 3/15          | North         | Florida State Seminoles    | 87–66         | Michigan Wolverines     | Donald L. Tucker Center – Tallahassee, FL |
| 3/15          | East          | West Virginia Mountaineers | 90–77         | Massachusetts Minutemen | WVU Coliseum – Morgantown, WV             |
| 3/16          | East          | NC State Wolfpack          | 69–62         | Marist Red Foxes        | Reynolds Coliseum – Raleigh, NC*          |
| 3/17          | North         | Mississippi State Bulldogs | 101–72        | Bradley Braves          | Humphrey Coliseum – Starkville, MS        |
| 3/19          | West          | Air Force Falcons          | 83–52         | Georgia Bulldogs        | Clune Arena – Colorado Springs, CO        |
| 3/19          | West          | Kansas State Wildcats      | 65–70         | DePaul Blue Demons      | Bramlage Coliseum – Manhattan, KS         |
| 3/19          | South         | Clemson Tigers             | 89–68         | Ole Miss Rebels         | Littlejohn Coliseum – Clemson, SC         |
| 3/19          | South         | Syracuse Orange            | 80–64         | San Diego State Aztecs  | Carrier Dome – Syracuse, NY               |

*Normalmente, el RBC Center es el pabellón en el que juega como local NC State, pero había un concierto programado esa noche, forzando a los Wolfpack a usar su viejo pabellón (usado habitualmente por el equipo femenino), el Reynolds Coliseum.
Un nuevo récord de asistencia a un partido del NIT se produjo en el Syracuse–San Diego State en el Carrier Dome. Syracuse ganó 80–64 con 26.752 espectadores viendo el partido. El anterior récord estaba en 23.522, establecido por Kentucky en 1979.

#### Cuartos de final
Los cuartos de final tuvieron lugar los días 20 y 21 de marzo de 2007. El mejor preseleccionado albergó cada partido.
| Cuartos de final | Cuartos de final | Cuartos de final           | Cuartos de final | Cuartos de final        | Cuartos de final                   |
| Fecha            | Región           | Equipo local               | Marcador         | Equipo visitante        | Estadio                            |
| ---------------- | ---------------- | -------------------------- | ---------------- | ----------------------- | ---------------------------------- |
| 3/20             | East             | West Virginia Mountaineers | 71–66            | NC State Wolfpack       | WVU Coliseum – Morgantown, WV      |
| 3/20             | North            | Mississippi State Bulldogs | 86–71            | Florida State Seminoles | Humphrey Coliseum – Starkville, MS |
| 3/21             | West             | Air Force Falcons          | 52–51            | DePaul Blue Demons      | Clune Arena – Colorado Springs, CO |
| 3/21             | South            | Clemson Tigers             | 74–70            | Syracuse Orange         | Littlejohn Coliseum – Clemson, SC  |

#### Semifinales
Las semifinales tuvieron lugar el 27 de marzo de 2007 en el Madison Square Garden.
| Semifinales | Semifinales                | Semifinales | Semifinales                | Semifinales                          |
| Fecha       | Ganador                    | Marcador    | Rival                      | Estadio                              |
| ----------- | -------------------------- | ----------- | -------------------------- | ------------------------------------ |
| 3/27        | West Virginia Mountaineers | 63–62       | Mississippi State Bulldogs | Madison Square Garden – New York, NY |
| 3/27        | Clemson Tigers             | 68–67       | Air Force Falcons          | Madison Square Garden – New York, NY |

#### Final
La final tuvo lugar el 29 de marzo de 2007 en el Madison Square Garden.
| Final | Final                      | Final    | Final          | Final                                |
| Fecha | Campeón                    | Marcador | Finalista      | Estadio                              |
| ----- | -------------------------- | -------- | -------------- | ------------------------------------ |
| 3/29  | West Virginia Mountaineers | 78–73    | Clemson Tigers | Madison Square Garden – New York, NY |

### Cuadro de resultados
Cuadro final de resultados.

#### East Region
|  | 1ª ronda | 1ª ronda             | 1ª ronda |                      |    | 2ª ronda             | 2ª ronda | 2ª ronda |  |   | Cuartos de final | Cuartos de final | Cuartos de final |  |
|  |          |                      |          |                      |    |                      |          |          |  |   |                  |                  |                  |  |
|  |          |                      |          |                      |    |                      |          |          |  |   |                  |                  |                  |  |
|  | 1        | West Virginia        | 74       |                      |    |                      |          |          |  |   |                  |                  |                  |  |
|  | 1        | West Virginia        | 74       |                      |    |                      |          |          |  |   |                  |                  |                  |  |
|  | 8        | Delaware State       | 50       |                      |    |                      |          |          |  |   |                  |                  |                  |  |
|  | 8        | Delaware State       | 50       |                      | 1  | West Virginia        | 90       |          |  |   |                  |                  |                  |  |
|  |          |                      |          |                      | 1  | West Virginia        | 90       |          |  |   |                  |                  |                  |  |
|  |          |                      | 4        | Massachusetts        | 77 |                      |          |          |  |   |                  |                  |                  |  |
|  | 4        | Massachusetts        | 4        | Massachusetts        | 77 | 89                   |          |          |  |   |                  |                  |                  |  |
|  | 4        | Massachusetts        |          |                      |    |                      |          |          |  |   |                  |                  |                  |  |
|  | 5        | Alabama              | 87       |                      |    |                      |          |          |  |   |                  |                  |                  |  |
|  | 5        | Alabama              | 87       |                      |    |                      |          |          |  | 1 | West Virginia    | 71               |                  |  |
|  |          |                      |          |                      |    |                      |          |          |  | 1 | West Virginia    | 71               |                  |  |
|  |          |                      | 6        | North Carolina State | 66 |                      |          |          |  |   |                  |                  |                  |  |
|  | 3        | Drexel               | 6        | North Carolina State | 66 | 56                   |          |          |  |   |                  |                  |                  |  |
|  | 3        | Drexel               |          |                      |    |                      |          |          |  |   |                  |                  |                  |  |
|  | 6        | North Carolina State | 63       |                      |    |                      |          |          |  |   |                  |                  |                  |  |
|  | 6        | North Carolina State | 63       |                      | 6  | North Carolina State | 69       |          |  |   |                  |                  |                  |  |
|  |          |                      |          |                      | 6  | North Carolina State | 69       |          |  |   |                  |                  |                  |  |
|  |          |                      | 7        | Marist               | 62 |                      |          |          |  |   |                  |                  |                  |  |
|  | 2        | Oklahoma State       | 7        | Marist               | 62 | 64                   |          |          |  |   |                  |                  |                  |  |
|  | 2        | Oklahoma State       |          |                      |    |                      |          |          |  |   |                  |                  |                  |  |
|  | 7        | Marist               | 67       |                      |    |                      |          |          |  |   |                  |                  |                  |  |
|  | 7        | Marist               | 67       |                      |    |                      |          |          |  |   |                  |                  |                  |  |
|  |          |                      |          |                      |    |                      |          |          |  |   |                  |                  |                  |  |

#### South Region
|  | 1ª ronda | 1ª ronda             | 1ª ronda |             |    | 2ª ronda        | 2ª ronda | 2ª ronda |  |   | Cuartos de final | Cuartos de final | Cuartos de final |  |
|  |          |                      |          |             |    |                 |          |          |  |   |                  |                  |                  |  |
|  |          |                      |          |             |    |                 |          |          |  |   |                  |                  |                  |  |
|  | 1        | Clemson              | 64       |             |    |                 |          |          |  |   |                  |                  |                  |  |
|  | 1        | Clemson              | 64       |             |    |                 |          |          |  |   |                  |                  |                  |  |
|  | 8        | East Tennessee State | 57       |             |    |                 |          |          |  |   |                  |                  |                  |  |
|  | 8        | East Tennessee State | 57       |             | 1  | Clemson         | 89       |          |  |   |                  |                  |                  |  |
|  |          |                      |          |             | 1  | Clemson         | 89       |          |  |   |                  |                  |                  |  |
|  |          |                      | 4        | Mississippi | 68 |                 |          |          |  |   |                  |                  |                  |  |
|  | 4        | Mississippi          | 4        | Mississippi | 68 | 73              |          |          |  |   |                  |                  |                  |  |
|  | 4        | Mississippi          |          |             |    |                 |          |          |  |   |                  |                  |                  |  |
|  | 5        | Appalachian State    | 59       |             |    |                 |          |          |  |   |                  |                  |                  |  |
|  | 5        | Appalachian State    | 59       |             |    |                 |          |          |  | 1 | Clemson          | 74               |                  |  |
|  |          |                      |          |             |    |                 |          |          |  | 1 | Clemson          | 74               |                  |  |
|  |          |                      | 2        | Syracuse    | 70 |                 |          |          |  |   |                  |                  |                  |  |
|  | 3        | Missouri State       | 2        | Syracuse    | 70 | 70              |          |          |  |   |                  |                  |                  |  |
|  | 3        | Missouri State       |          |             |    |                 |          |          |  |   |                  |                  |                  |  |
|  | 6        | San Diego State      | 74       |             |    |                 |          |          |  |   |                  |                  |                  |  |
|  | 6        | San Diego State      | 74       |             | 6  | San Diego State | 64       |          |  |   |                  |                  |                  |  |
|  |          |                      |          |             | 6  | San Diego State | 64       |          |  |   |                  |                  |                  |  |
|  |          |                      | 2        | Syracuse    | 80 |                 |          |          |  |   |                  |                  |                  |  |
|  | 2        | Syracuse             | 2        | Syracuse    | 80 | 79              |          |          |  |   |                  |                  |                  |  |
|  | 2        | Syracuse             |          |             |    |                 |          |          |  |   |                  |                  |                  |  |
|  | 7        | South Alabama        | 73       |             |    |                 |          |          |  |   |                  |                  |                  |  |
|  | 7        | South Alabama        | 73       |             |    |                 |          |          |  |   |                  |                  |                  |  |
|  |          |                      |          |             |    |                 |          |          |  |   |                  |                  |                  |  |

#### West Region
|  | 1ª ronda | 1ª ronda     | 1ª ronda |              |    | 2ª ronda  | 2ª ronda | 2ª ronda |  |   | Cuartos de final | Cuartos de final | Cuartos de final |  |
|  |          |              |          |              |    |           |          |          |  |   |                  |                  |                  |  |
|  |          |              |          |              |    |           |          |          |  |   |                  |                  |                  |  |
|  | 1        | Air Force    | 75       |              |    |           |          |          |  |   |                  |                  |                  |  |
|  | 1        | Air Force    | 75       |              |    |           |          |          |  |   |                  |                  |                  |  |
|  | 8        | Austin Peay  | 51       |              |    |           |          |          |  |   |                  |                  |                  |  |
|  | 8        | Austin Peay  | 51       |              | 1  | Air Force | 83       |          |  |   |                  |                  |                  |  |
|  |          |              |          |              | 1  | Air Force | 83       |          |  |   |                  |                  |                  |  |
|  |          |              | 4        | Georgia      | 52 |           |          |          |  |   |                  |                  |                  |  |
|  | 4        | Georgia      | 4        | Georgia      | 52 | 88        |          |          |  |   |                  |                  |                  |  |
|  | 4        | Georgia      |          |              |    |           |          |          |  |   |                  |                  |                  |  |
|  | 5        | Fresno State | 78       |              |    |           |          |          |  |   |                  |                  |                  |  |
|  | 5        | Fresno State | 78       |              |    |           |          |          |  | 1 | Air Force        | 52               |                  |  |
|  |          |              |          |              |    |           |          |          |  | 1 | Air Force        | 52               |                  |  |
|  |          |              | 3        | DePaul       | 51 |           |          |          |  |   |                  |                  |                  |  |
|  | 3        | DePaul       | 3        | DePaul       | 51 | 83        |          |          |  |   |                  |                  |                  |  |
|  | 3        | DePaul       |          |              |    |           |          |          |  |   |                  |                  |                  |  |
|  | 6        | Hofstra      | 71       |              |    |           |          |          |  |   |                  |                  |                  |  |
|  | 6        | Hofstra      | 71       |              | 3  | DePaul    | 70       |          |  |   |                  |                  |                  |  |
|  |          |              |          |              | 3  | DePaul    | 70       |          |  |   |                  |                  |                  |  |
|  |          |              | 2        | Kansas State | 65 |           |          |          |  |   |                  |                  |                  |  |
|  | 2        | Kansas State | 2        | Kansas State | 65 | 59        |          |          |  |   |                  |                  |                  |  |
|  | 2        | Kansas State |          |              |    |           |          |          |  |   |                  |                  |                  |  |
|  | 7        | Vermont      | 57       |              |    |           |          |          |  |   |                  |                  |                  |  |
|  | 7        | Vermont      | 57       |              |    |           |          |          |  |   |                  |                  |                  |  |
|  |          |              |          |              |    |           |          |          |  |   |                  |                  |                  |  |

#### North Region
|  | 1ª ronda | 1ª ronda           | 1ª ronda |               |    | 2ª ronda          | 2ª ronda | 2ª ronda |  |   | Cuartos de final  | Cuartos de final | Cuartos de final |  |
|  |          |                    |          |               |    |                   |          |          |  |   |                   |                  |                  |  |
|  |          |                    |          |               |    |                   |          |          |  |   |                   |                  |                  |  |
|  | 1        | Mississippi State  | 82       |               |    |                   |          |          |  |   |                   |                  |                  |  |
|  | 1        | Mississippi State  | 82       |               |    |                   |          |          |  |   |                   |                  |                  |  |
|  | 8        | Miss. Valley State | 63       |               |    |                   |          |          |  |   |                   |                  |                  |  |
|  | 8        | Miss. Valley State | 63       |               | 1  | Mississippi State | 101      |          |  |   |                   |                  |                  |  |
|  |          |                    |          |               | 1  | Mississippi State | 101      |          |  |   |                   |                  |                  |  |
|  |          |                    | 4        | Bradley       | 72 |                   |          |          |  |   |                   |                  |                  |  |
|  | 4        | Bradley            | 4        | Bradley       | 72 | 90                |          |          |  |   |                   |                  |                  |  |
|  | 4        | Bradley            |          |               |    |                   |          |          |  |   |                   |                  |                  |  |
|  | 5        | Providence         | 78       |               |    |                   |          |          |  |   |                   |                  |                  |  |
|  | 5        | Providence         | 78       |               |    |                   |          |          |  | 1 | Mississippi State | 86               |                  |  |
|  |          |                    |          |               |    |                   |          |          |  | 1 | Mississippi State | 86               |                  |  |
|  |          |                    | 2        | Florida State | 71 |                   |          |          |  |   |                   |                  |                  |  |
|  | 3        | Michigan           | 2        | Florida State | 71 | 68                |          |          |  |   |                   |                  |                  |  |
|  | 3        | Michigan           |          |               |    |                   |          |          |  |   |                   |                  |                  |  |
|  | 6        | Utah State         | 58       |               |    |                   |          |          |  |   |                   |                  |                  |  |
|  | 6        | Utah State         | 58       |               | 3  | Michigan          | 66       |          |  |   |                   |                  |                  |  |
|  |          |                    |          |               | 3  | Michigan          | 66       |          |  |   |                   |                  |                  |  |
|  |          |                    | 2        | Florida State | 87 |                   |          |          |  |   |                   |                  |                  |  |
|  | 2        | Florida State      | 2        | Florida State | 87 | 77                |          |          |  |   |                   |                  |                  |  |
|  | 2        | Florida State      |          |               |    |                   |          |          |  |   |                   |                  |                  |  |
|  | 7        | Toledo             | 61       |               |    |                   |          |          |  |   |                   |                  |                  |  |
|  | 7        | Toledo             | 61       |               |    |                   |          |          |  |   |                   |                  |                  |  |
|  |          |                    |          |               |    |                   |          |          |  |   |                   |                  |                  |  |

#### Semifinales y Final
|  | Semifinales | Semifinales       | Semifinales |         |    | Final         | Final | Final |  |
|  |             |                   |             |         |    |               |       |       |  |
|  |             |                   |             |         |    |               |       |       |  |
|  | 1           | West Virginia     | 63          |         |    |               |       |       |  |
|  | 1           | West Virginia     | 63          |         |    |               |       |       |  |
|  | 1           | Mississippi State | 62          |         |    |               |       |       |  |
|  | 1           | Mississippi State | 62          |         | 1  | West Virginia | 78    |       |  |
|  |             |                   |             |         | 1  | West Virginia | 78    |       |  |
|  |             |                   | 1           | Clemson | 73 |               |       |       |  |
|  | 1           | Clemson           | 1           | Clemson | 73 | 68            |       |       |  |
|  | 1           | Clemson           |             |         |    | 68            |       |       |  |
|  | 1           | Air Force         | 67          |         |    |               |       |       |  |
|  | 1           | Air Force         | 67          |         |    |               |       |       |  |
|  |             |                   |             |         |    |               |       |       |  |

| Campeón del NIT 2007                   |
| -------------------------------------- |
| West Virginia Mountaineers 2.o. título |